# Karl Zutavern
Karl Ludwig Zutavern (* 5. Oktober 1903 in Eppingen; † 24. Oktober 1990 in Schwäbisch Hall) war von 1937 bis 1945 Bürgermeister von Eppingen.

## Familie
Er war der Sohn von Karl Ludwig Zutavern (* 27. April 1854; † 5. Januar 1928) und der Katharina geborene Metzger (* 16. August 1867; † 14. August 1911). Sein Vater war, wie auch schon sein Großvater, Seifensieder, und das Familienunternehmen K. L. Zutavern wurde bereits 1864 gegründet. Seine Mutter stammte aus einer Bauernfamilie. Zutavern hatte zwei Geschwister: Otto Richard (* 27. April 1898) und Emma Katharina (* 5. August 1900). Er heiratete am 20. September 1930 Emilie Frieda geborene Schechter aus Ittlingen. Aus dieser Ehe stammen vier Kinder: Ingeborg (* 15. Februar 1931 in Eppingen), Gudrun Margarete (* 3. Juli 1934 in München), Karl Heinz August (* 9. April 1936 in München) und Heide (* 24. Mai 1943 in Heidelberg).

## Ausbildung
Karl Zutavern besuchte von 1910 bis 1914 die Volksschule und danach die Realschule in Eppingen, die er 1920 mit dem Abschluss der Mittleren Reife verließ. Die Ausbildung zum Schlosser bei dem Unternehmen Jakob Dieffenbacher in Eppingen schloss er 1923 mit der Gesellenprüfung ab. 1923/24 studierte an der Ingenieurschule Mannheim, die er ohne Abschluss verließ. Danach arbeitete er etwa ein Jahr bei den Junkers Flugzeug- und Motorenwerken in Dessau und begann 1926 bei der Deutschen Verkehrsfliegerschule Berlin eine Ausbildung als Verkehrsflieger. Sie dauerte bis 1929 und erfolgte in Stettin, Schleißheim bei München, Berlin-Staaken und Braunschweig. Der Abschluss berechtigte zur gewerbsmäßigen Personenbeförderung und öffentlichen Vorführung von Kunstflügen. Da die zivile Luftfahrt nur wenige Flieger anstellte, fand Karl Zutavern keine Stelle.
Nach Eppingen zurückgekehrt, arbeitete er im Geschäft seiner Schwester (K. L. Zutavern, Waschmittel), in dem er nach seiner Verheiratung Teilhaber wurde und das er später allein weiterführte.

## Zeit des Nationalsozialismus
Zutavern trat bereits Juni 1927 der NSDAP bei (Mitgliedsnummer 12.642). Von 1927 bis 1929 war er Mitglied der SA und von 1929 bis 1933 der SS (SS-Nummer 1.479), wo er 1932 bis 1933 Truppführer war. Er gründete 1929 die NSDAP-Ortsgruppe Eppingen und war seitdem als Ortsgruppenleiter tätig. Von ihm wurde der Antrag unterschrieben, Adolf Hitler zum Ehrenbürger von Eppingen zu ernennen. Von 1931 bis 1933 war er Kreispropagandaleiter der NSDAP im Kreis Sinsheim.
Nach der „Machtergreifung“ der Nationalsozialisten 1933 bekam er eine Anstellung als Flugzeugführer bei der Universum-Film-AG (UFA) Berlin. In dem Film Rivalen der Luft, der 1933/34 von dem Regisseur Frank Wysbar gedreht wurde, wirkte er als Flugzeugführer mit. Danach arbeitete er beim Reichsamt für Wetterdienst für die Wetterflugstelle München-Oberwiesenfeld. Im Februar 1937 gab er seine Stelle als Flugzeugführer auf und wurde Bürgermeister in Eppingen, das damals etwa 3500 Einwohner hatte.

## NSDAP in Eppingen
Mit Gleichgesinnten gründete ich Ende 1929 die Ortsgruppe Eppingen der NSDAP und betätigte mich später (1931) auch im Kreise als Kreispropagandaleiter im Kreise Sinsheim. Mitte 1929 trat ich in die Allgemeine-SS ein. Bis März 1933 war ich Führer des SS-Trupps Eppingen, der zur 62. SS-Standarte Karlsruhe gehörte. (Brief von Karl Zutavern vom 14. August 1947 an den „öffentlichen Kläger bei der Spruchkammer des Internierungslagers 74/Ludwigsburg-Ossweil“; GLA s. Quellen)
Am 30. Januar 1933 ernannte Reichspräsident Paul von Hindenburg Adolf Hitler zum Reichskanzler. Abends feierten in Eppingen, wie in Berlin und anderen Städten Deutschlands, SA und SS mit einem Fackelzug dieses Ereignis.
Erklärung von Albert Wirth (1903 bis 1933 Bürgermeister von Eppingen): Am 23.3.1933 vormittags gegen 8 Uhr von der Bahnhofstraße kommend sah ich, dass etwa 3–400 Personen auf den Gehwegen im Halbkreis um den Marktplatz standen. Ich schritt ungehindert zum Rathaus. In meinem Dienstzimmer angekommen, hörte ich, dass im anstoßenden Zimmer des Ratschreibers mir zunächst fremde Personen sprachen. Nach kurzer Zeit kamen die späteren Bürgermeister Doll und Zutavern zu mir herein. Zutavern sagte zu mir, ich sähe wohl, dass die Gemeinde meinem Rücktritt wünsche, ich möchte an den Fernsprecher kommen, der Herr Landrat wolle mich sprechen. Herr Landrat Strack wies auf den Aufmarsch der 3–400 Personen hin und sagte gleichfalls, dass dadurch mein Rücktritt erwünscht und verlangt sei. Ich lehnte die freiwillige Amtsniederlegung ab mit dem Bemerken, dass ich nur dem Zwange weichen werde und es dem Herrn Landrat ja bekannt sei, daß ich schon zwei Jahre zuvor aus Gesundheitsrücksichten Schritte wegen Zurruhesetzung unternommen hätte. Ich betonte, dass es dieser aufgeputschten Veranstaltung nicht bedurft hätte. Im Laufe des Gesprächs wurde ich dann von Herrn Landrat bis auf Weiteres beurlaubt, Doll als kommissarischer Bürgermeister eingesetzt. Doll sprach dann vom Balkon aus in sachlich-ruhiger Weise einige Worte, die Masse brüllte und verlief sich. (niedergeschrieben am 6. September 1947; GLA s. Quellen)

## Pogrom vom 10. November 1938
Die sogenannte Reichskristallnacht wird vom Eppinger Rechtsanwalt Eduard Neckermann wie folgt geschildert: Am Donnerstag, den 10. November 1938 hat man auch hier in Eppingen eine Judenaktion veranstaltet in der Form, dass man die Synagoge in Brand setzte (in der Nacht von Mittwoch den 9.11.38 auf Donnerstag den 10.11.38) und dass man am 10.11.38 unter Beiziehung und Beteiligung der Volksschuljugend eine Razzia gegen die hiesigen Juden veranstaltete, indem man sie durch Polizeidiener Goll in den hiesigen Ortsarrest verbrachte, wobei die erwähnte Jugend hinter den Juden mit Stecken unter Geschrei herlief und sie zum Ortsarrest begleitete. Die Aktion stand unter der Leitung und Führung von Bürgermeister Zutavern, dem Hauptlehrer Stürz Eppingen und dem Schreibgehilfen beim hiesigen Amtsgericht, Geiger. (Klageschrift von Eduard Neckermann vom 27. Juni 1939; GLA s. Quellen)

## Zutavern während des Krieges
Vom 5. Juni bis 30. Juli 1939 machte er eine militärische Übung bei der Luftwaffe. Vom 1. September bis 30. September 1939 und vom 7. Oktober 1940 bis zum Kriegsende war er als Flugzeugführer bei der Luftwaffe: 7. Oktober 1940 bis 1. Juni 1943 Flugzeug-Überführungs-Geschwader, 2. Juni 1943 bis 1. Dezember 1943 Kurierstaffel 13, Offizier zur besonderen Verwendung bei Generalfeldmarschall Rommel (Flugzeugführer des Feldmarschalls Rommel) und danach bis April 1945 Flugzeugführer bei der Heeresgruppe Mitte und Nord.

## Öffentlich am Pranger
Bericht von Hildegard Schmitt aus Eppingen: Am 22. März 1941, vormittags 8 Uhr, kam der damalige Hilfspolizist Seitz in die Wohnung des Landwirts Willi Doll, wo ich seiner Zeit mein Pflichtjahr abgeleistet habe. Seitz sagte zu mir, dass ich aufs Rathaus kommen soll und nahm mich mit. Ich wurde in den großen Rathaussaal verbracht, wo sich bereits der damalige Bürgermeister Zutavern und der Landwirt Willi Doll befanden. Zutavern sagte zu mir: „Du bekommst die Haare geschnitten wegen einem Franzosen.“ Man hat mich dann bis etwa 10 Uhr in den Ortsarrest gesperrt. Etwa um 10 Uhr wurde ich von dem Ratsdiener Nagel auf den Marktplatz geholt, wo eine große Menschenmenge versammelt war. Ich wurde dann durch die Menschenmenge geführt, musste auf einem Stuhl Platz nehmen und bekam dann von einem Friseur vom Friseurgeschäft Lang die Haare geschnitten. Gesprochen wurde während der ganzen Aktion, wenigstens solange ich auf dem Marktplatz war, weiter nichts. Der Kreisleiter Geiger war während der Aktion auch anwesend und hat mit Frau Zutavern vom Rathausbalkon aus zugesehen. Nachdem man mir die Haare geschnitten hatte, wurde ich von dem Gendarmerie-Hauptwachtmeister Hecker sofort zum Bahnhof und mit dem Zug nach Heidelberg verbracht. Dort wurde ich 1 Woche in Untersuchungshaft gehalten und dann wieder nach Hause entlassen, weil mir nichts bewiesen werden konnte. (Protokoll vom 7. Oktober 1947 für das „Spruchkammerverfahren gegen den Internierten Zutavern“/Aktenzeichen J/74/4705/GLA s. Quellen)

## Mitgliedschaften
- Juni 1927 bis 1945 Mitglied der NSDAP, Mitglieds-Nr. 12 642, Ortsgruppenleiter
- 1927 bis 1929 Mitglied der SA, Truppführer und Kreisleiter
- 1929 bis 1933 und 1937 bis 1938 Mitglied der SS, Obersturmführer (OStuf)
- 1933 bis 1940 Mitglied des Nationalsozialistischen Fliegerkorps (NSFK)
- 1933 bis 1937 Mitglied der Deutschen Arbeitsfront (DAF)
- 1934 bis 1945 Mitglied der Nationalsozialistischen Volkswohlfahrt (NSV)
- 1937 bis 1946 Mitglied des Reichsbundes der Deutschen Beamten (RDB)
- 1938 bis 1940 beschäftigt beim Sicherheitsdienst (SD)
- 1938 bis 1945 Mitglied beim Reichsluftschutzbund (RLB)

## Auszeichnungen
- Goldenes Ehrenzeichen der NSDAP

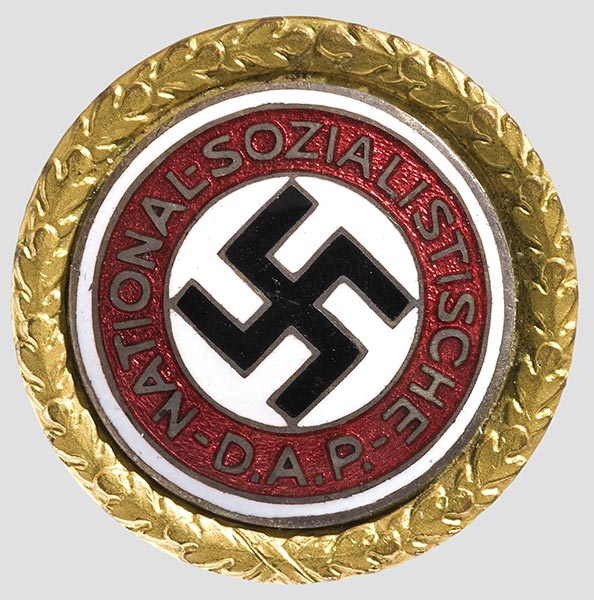
Das Goldene Parteiabzeichen erhielten ab Ende 1933 in der Regel alle Parteimitglieder mit einer Nummer unter 100.000 und ununterbrochener Mitgliedschaft.

- Dienstauszeichnung in Bronze für 10-jährige Mitarbeit bei der NSDAP
- Dienstauszeichnung in Silber für 15-jährige Mitarbeit bei der NSDAP
- Ehrenzeichen Baden/Silbernes Gauabzeichen der NSDAP
- Kriegsverdienstkreuz II. Klasse

## Entnazifizierung nach 1945
Spruch der Berufungskammer III der Internierungslager Ludwigsburg, den 29. November 1948: Der Spruch der Spruchkammer der Int.-Lager Ludwigsburg vom 1.5.48 wird auf die Berufung des Betroffenen dahin geändert: Der Betroffene ist Hauptschuldiger (...) Er wird auf die Dauer von drei Jahren in ein Arbeitslager eingewiesen unter Anrechnung der politischen Haft nach dem 8.5.1945. (GLA, s. Quellen) Die Entlassung aus dem Internierungslager erfolgte bereits zuvor am 30. Oktober 1948. Im Gnadenwege wurde der Vermögenseinzug als undurchführbar eingestellt, die laufende Abgabe von Einkommen und die gesamten Kosten aus wirtschaftlichen Gründen erlassen.

## Begnadigung
Schreiben vom 20. Dezember 1968: Der Herr Ministerpräsident hat in der Angelegenheit des Herrn Karl Zutavern heute folgende Gnadenentscheidung getroffen: Der frühere Bürgermeister Karl Zutavern, geb. am 5. Oktober 1903, wohnhaft in Eppingen, der im Spruchkammerverfahren in die Gruppe der Hauptschuldigen eingestuft wurde, wird im Gnadenwege mit Wirkung vom 1. Dezember 1968 in die Gruppe der Minderbelasteten umgestuft. (GLA, s. Quellen)

## Wiederaufbau und Wirtschaftswunder
Karl Zutavern betrieb weiterhin das Seifengeschäft Zutavern und handelte mit Ölen, Fetten und anderen Erzeugnissen. Bald kam auch der Handel mit Heizöl hinzu. Das Fachwerkhaus Brettener Straße 15 wurde abgerissen und ein größerer Neubau erstellt, in dem sich noch heute die Drogerie K. L. Zutavern befindet. Im Jahr 1990 starb Karl Zutavern in hohem Alter als „ehrenwerter Bürger“ der Stadt Eppingen.